# Ruby Dagnall
Ruby Dagnall (nascida em Oslo, 2000) é uma atriz norueguesa. Por seu trabalho, ela ganhou dois prêmios Amanda.

## Carreira
Ela interpretou o papel-título do drama Rosemari de 2016. Pelo papel, recebeu o prêmio Amanda 2017 na categoria melhor atriz feminina. De 2016 a 2017, ela desempenhou o papel de Emma na série de TV Skam. Em 2022, estrelou o filme The Last Spring. Pelo papel, foi eleita pela segunda vez melhor atriz feminina no Prêmio Amanda 2023.

## Filmografia
- 2016: Rosemari ... Rosemari
- 2016-2017: Skam ... Emma W. Larzen
- 2019: Amundsen... Aline Amundsen
- 2021: Verdens verste menneske ... Jovem atriz
- 2022: Den siste våren ... Vera